# Once N 4 All
Once N 4 All – czwarty album studyjny południowokoreańskiego zespołu 1TYM. Został wydany 26 listopada 2003 roku nakładem wytwórni EMI Music Korea. Sprzedał się w liczbie 110 348 egzemplarzy (stan na marzec 2004 rok).

## Lista utworów
Źródło.
1. "Freeflow (Intro)"
2. "Uh-Oh!"
3. "Tteonaja" (kor. 떠나자)
4. "Hot tteugeo" (kor. HOT뜨거)
5. "Without You"
6. "Cry"
7. "Danny's Interlude"
8. "Everyday And Night"
9. "Kiss Me"
10. "It's Over"
11. "Teddy's Interlude"
12. "OK" (Feat. Lexy, Perry)
13. "Put'Em Up" (Teddy Solo)

## Skład zespołu
- Teddy Park
- Danny Im
- Oh Jin-hwan
- Song Baek-kyoung

## Notowania
| Lista                                   | Najwyższa pozycja |
| --------------------------------------- | ----------------- |
| Recording Industry Association of Korea | 4 (Monthly Chart) |